# Aranypart Expressz
Az Aranypart expresszvonat egy Záhony és Fonyód között a nyári szezonban közlekedő "fürdős" vasúti járat.

## Történet
2016-os nyári szezontól közlekedik Záhony-Keszthely viszonylatban, a vonat Budapesten belül csak Ferihegyen állt meg.
2019-es nyári szezontól a vonat csak Balatonszentgyörgyig közlekedik, és ettől az évtől már InterCity kocsit is továbbít, amibe az IC pót- és helyjegy váltása kötelező.
2021-es szezonban a vonat csak Nyíregyháza-Fonyód viszonylatban közlekedik, és megáll Budapest-Kelenföldön is, valamint a Balatonaliga és Fonyód között Balatonvilágos, Balatonszárszó és Balatonlelle felső kivételével minden állomáson és megállóhelyen megáll.
2022-es nyári szezontól a vonat ismét Záhonyból indul.
2023-as nyári menetrendtől a vonat megáll Velencén is, és ettől az évtől 1. osztályú kocsit is továbbít.

## Útvonal
A vonat Záhonyból indul Nyíregyháza, Debrecen, Budapest-Kelenföld és Székesfehérvár érintésével közlekedik. A vonatot általában a MÁV 480 sorozatú villamosmozdony húzza.

## Megállóhelyei
| Megállóhelyek            |
| ------------------------ |
| 1. Záhony                |
| 2. Tiszabezdéd           |
| 3. Tuzsér                |
| 4. Komoró                |
| 5. Fényeslitke           |
| 6. Kisvárda-Hármasút     |
| 7. Kisvárda              |
| 8. Ajak                  |
| 9. Gégény                |
| 10. Demecser             |
| 11. Kék                  |
| 12. Nyírbogdány          |
| 13. Kemecse              |
| 14. Sóstóhegy            |
| 15. Sóstó                |
| 16. Nyíregyháza          |
| 17. Újfehértó            |
| 18. Debrecen-Csapókert   |
| 19. Debrecen             |
| 20. Hajdúszoboszló       |
| 21. Püspökladány         |
| 22. Karcag               |
| 23. Kisújszállás         |
| 24. Törökszentmiklós     |
| 25. Szolnok              |
| 26. Abony                |
| 27. Cegléd               |
| 28. Ferihegy             |
| 29. Kőbánya-Kispest      |
| 30. Budapest-Kelenföld   |
| 31. Velence              |
| 32. Székesfehérvár       |
| 33. Balatonaliga         |
| 34. Szabadisóstó         |
| 35. Szabadifürdő         |
| 36. Siófok               |
| 37. Balatonszéplak felső |
| 38. Balatonszéplak alsó  |
| 39. Zamárdi felső        |
| 40. Zamárdi              |
| 41. Szántód              |
| 42. Balatonföldvár       |
| 43. Balatonszemes        |
| 44. Balatonlelle         |
| 45. Balatonboglár        |
| 46. Fonyódliget          |
| 47. Fonyód               |

## Vonatösszeállítás
Vonatösszeállítás 2025. június 21-étől:
| Kocsiszám | Típus                          |
| --------- | ------------------------------ |
|           | MÁV 480 villanymozdony         |
| 10        | START Bpmee                    |
| 9         | START Bpmee                    |
| 8         | START Bpmee                    |
| 7         | START Bpmee                    |
| 6         | START Bpmee                    |
| 5         | START Bpmee                    |
| 4         | START BDd (Kerékpárszállító)   |
| 4         | START Ddmee (Kerékpárszállító) |
| 3         | START Apee                     |
| 2         | START Apee                     |
| 1         | START BDt                      |

| Kocsiszám | Típus                          |
| --------- | ------------------------------ |
|           | MÁV 480 villanymozdony         |
| 1         | START BDt                      |
| 2         | START Apee                     |
| 3         | START Apee                     |
| 4         | START Ddmee (Kerékpárszállító) |
| 4         | START BDd (Kerékpárszállító)   |
| 5         | START Bpmee                    |
| 6         | START Bpmee                    |
| 7         | START Bpmee                    |
| 8         | START Bpmee                    |
| 9         | START Bpmee                    |
| 10        | START Bpmee                    |